# Halowe Mistrzostwa Europy w Lekkoatletyce 1972 – bieg na 800 m kobiet
Bieg na 800 metrów kobiet – jedna z konkurencji biegowych rozgrywanych podczas halowych lekkoatletycznych mistrzostw Europy w hali Palais des Sports w Grenoble. Eliminacje zostały rozegrane 11 marca, a bieg finałowy 12 marca 1972. Zwyciężyła reprezentantka Niemieckiej Republiki Demokratycznej Gunhild Hoffmeister. Tytułu zdobytego na poprzednich mistrzostwach nie broniła Hildegard Falck z Republiki Federalnej Niemiec.

## Rezultaty

### Eliminacje
Rozegrano 2 biegi eliminacyjne, do których przystąpiło 11 biegaczek. Awans do finału dawało zajęcie jednego z pierwszych dwóch miejsc w swoim biegu (Q). Skład finału uzupełniły dwie zawodniczki z najlepszym czasem wśród przegranych (q).
Opracowano na podstawie materiału źródłowego.
Bieg 1
| Miejsce | Zawodniczka        | Czas    | Uwagi |
| ------- | ------------------ | ------- | ----- |
| 1       | Ileana Silai       | 2:06,28 | Q     |
| 2       | Gisela Ellenberger | 2:06,76 | Q     |
| 3       | Maria Sykora       | 2:07,26 |       |
| 4       | Margaret Beacham   | 2:08,90 |       |
| 5       | Birgitte Jennes    | 2:11,09 |       |

Bieg 2
| Miejsce | Zawodniczka         | Czas    | Uwagi |
| ------- | ------------------- | ------- | ----- |
| 1       | Gunhild Hoffmeister | 2:06,18 | Q     |
| 2       | Donata Govoni       | 2:06,34 | Q     |
| 3       | Swetła Złatewa      | 2:06,57 | q     |
| 4       | Christa Merten      | 2:06,82 | q     |
| 5       | Márta Velekei       | 2:09,69 |       |
| 6       | Danièle Verriest    | 2:11,82 |       |

### Finał
Opracowano na podstawie materiału źródłowego.
| Miejsce | Zawodniczka         | Czas    | Uwagi |
| ------- | ------------------- | ------- | ----- |
| 1       | Gunhild Hoffmeister | 2:04,83 | ,     |
| 2       | Ileana Silai        | 2:05,17 | NR    |
| 3       | Swetła Złatewa      | 2:05,50 |       |
| 4       | Christa Merten      | 2:05,86 |       |
| 5       | Gisela Ellenberger  | 2:08,72 |       |
| 6       | Donata Govoni       | 2:09,69 |       |